# Gaston Frommel

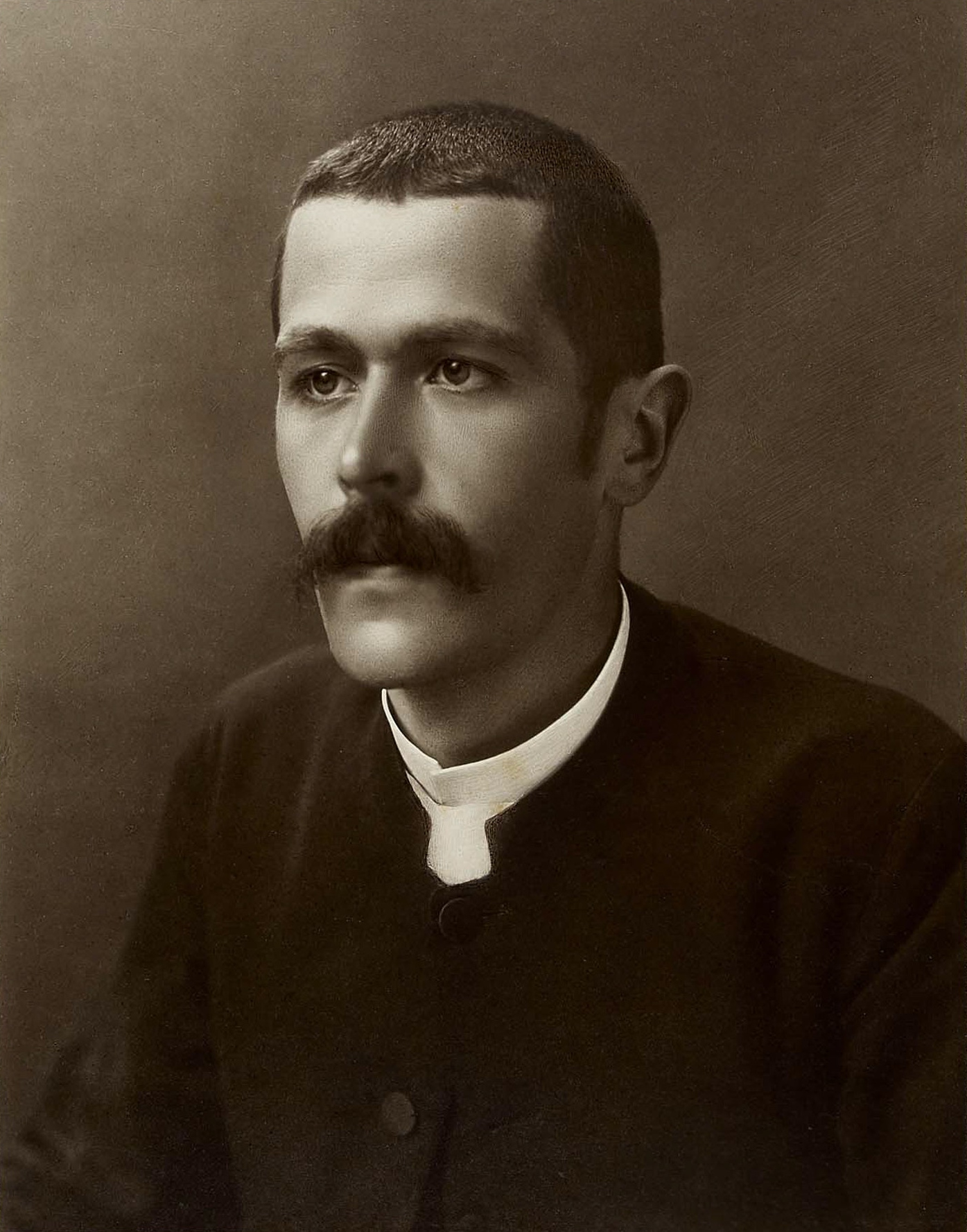
Gaston Frommel

Gaston Frommel (* 25. November 1862 in Altkirch im Elsass; † 18. Mai 1906 in Genf) war ein französisch-schweizerischer evangelischer Geistlicher und Hochschullehrer.

## Leben

### Familie
Gaston Frommel war der Sohn des Forstingenieurs Gustav Frommel und dessen Ehefrau Cécile Victoire (geb. Weber) († 1896). Nachdem die Bevölkerung von Elsass-Lothringen in das durch den Vertrag von Frankfurt in das Deutsche Reich eingegliedert werden sollte (siehe auch Geschichte des Elsass#1870–1914), entschied sich sein Vater, in die französischsprachige Schweiz zu ziehen und wurde 1870 Landwirt in Avenches.
Er war seit 1892 mit Marie Madeleine, Tochter des Pfarrers Jean Marc Auguste Thomas, verheiratet.

### Werdegang
Gaston Frommel wollte im Alter von 17 Jahren in die Kolonien gehen; sein Vater stimmte diesem Wunsch zu, forderte jedoch vorher eine Berufsausbildung und so studierte er drei Semester Tiermedizin an der Veterinärschule in Bern. Aufgrund einer Herzerkrankung kam er nach Hauptwil in das Haus von Pastor Otto Stockmayer, der ihn durch Gespräche davon überzeugte, sein Leben Gott zu weihen. Darauf begann Gaston Frommel ein Theologiestudium an der Freien Theologischen Fakultät in Neuenburg und hörte Vorlesungen unter anderem bei Charles Secrétan (1815–1895). Sein Studium setzt er von 1885 bis 1887 an der Universität Erlangen, unter anderem bei Franz Hermann Reinhold Frank sowie an der Universität Berlin fort; während des Studiums schloss er auch eine Freundschaft mit dem späteren Professor an der Universität Montauban Henri Bois.

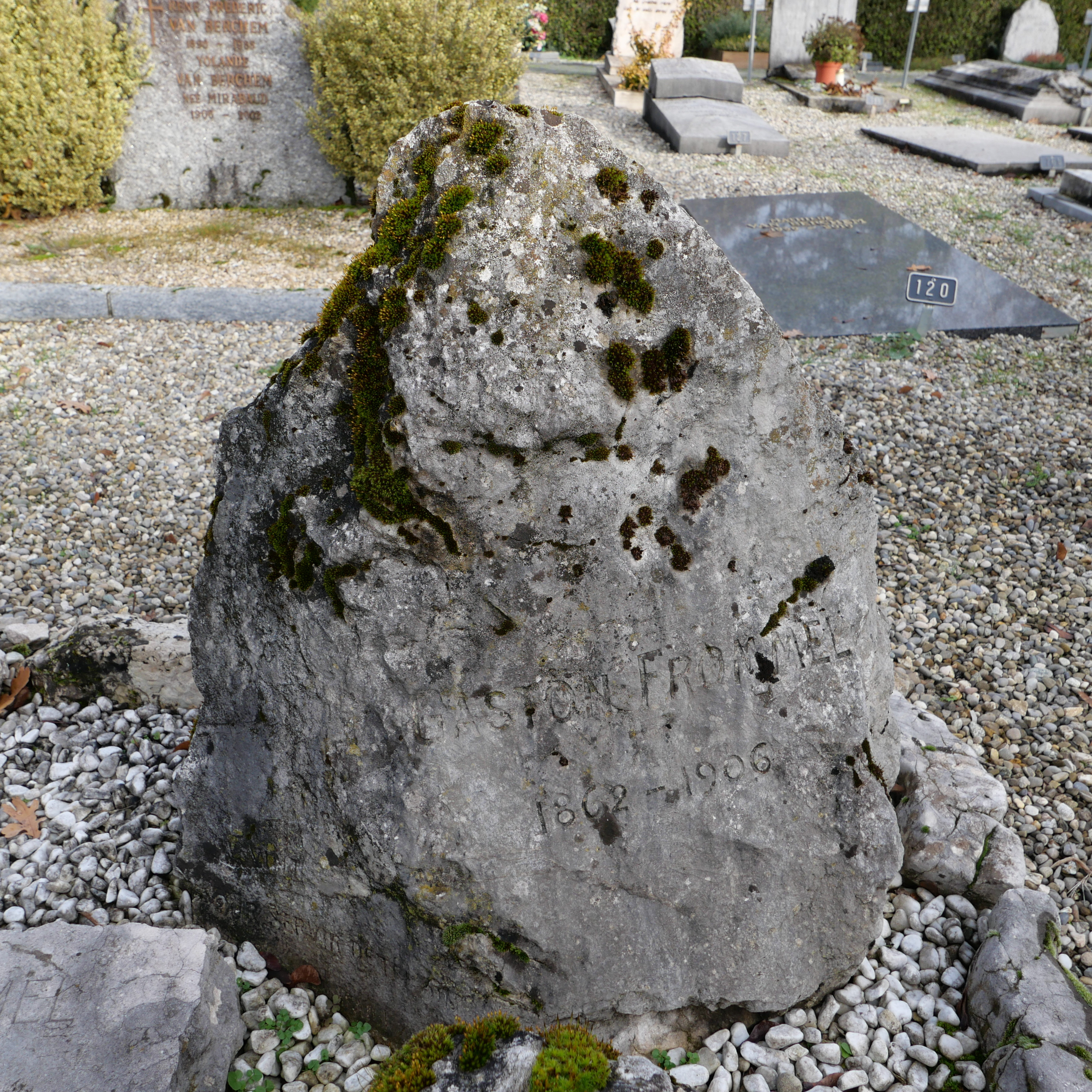
Frommels Grab auf dem Neuen Friedhof von Cologny im Kanton Genf.

Nachdem er in Nonancourt in der Normandie ordiniert worden war, war er von Mai 1888 bis Juli 1891 als Pfarrer in Marsauceux bei Mézières-en-Drouais, von Mai 1892 bis Januar 1893 als Pfarrer der Freikirche von Missy in der Nähe von Avenches  und vom 1. Januar 1893 bis 1894 als Pfarrer in der Union nationale évangélique (siehe auch Église Évangélique Libre de Genève) in Genf tätig.
Verbunden mit seiner Tätigkeit als Prediger hielt er zwei wöchentliche Vorlesungen an der Universität Genf und wurde dort 1894 als Nachfolger für den verstorbenen Auguste Bouvier als Professor für systematische Theologie und Apologetik berufen und lehrte bis zu seinem Tod.
Im Juni 1904 erhielt er den Ruf auf eine Professur für Systematische Theologie, als Nachfolger für den verstorbenen Jules Bovon, an die Faculte Libre de Lausanne. Nachdem er sich mit einem Freund beraten hatte, der ihm sagte, ... in Lausanne wären Sie glücklicher; in Genf sind Sie nützlicher, entschloss er sich im August 1904 in Genf zu bleiben, jedoch zwei Vorträge wöchentlich in Lausanne zu halten.
Nach seinem Tod folgte ihm Georges Fulliquet.

### Geistliches und berufliches Wirken
Gaston Frommel vertrat eine aufgeschlossene Theologie, die sich unter anderem mit Psychologie und spirituellen Erfahrungen befasste. Sein Denken wurde durch Alexandre Vinet bestimmt und er versuchte, Theismus, religiöse Erfahrung und moralisches Gewissen auf Objektivität zu gründen, im Gegensatz zu den von Immanuel Kant aufgestellten a priori Kategorien und moralischen Imperativen oder den von Friedrich Schleiermacher vorgeschlagenen psychologischen Konstruktionen.
Als bekannter Literaturkritiker war er Mitarbeiter mehrerer Zeitschriften und publizierte unter anderem 1891 seine Schrift Esquisses contemporaines; seine wichtigsten Schriften wurden jedoch erst postum veröffentlicht, so unter anderem seine Kurse in Apologetik und Dogmatik an der Universität Genf als La Vérité Humaine und L'Expérience Chrétienne.
Er war auch mit den Theologen Paul Laufer, Frank Thomas und Rene Guisan befreundet.

## Schriften (Auswahl)
- Esquisses contemporaines. Lausanne 1891.
- Bedingungen des christlichen Glaubens in der Gegenwart. Leipzig 1895.
- Sentiment Religieux Et Sentiment Moral. 1903.
- Études littéraires et morales. 1907.
- Études de Théologie Moderne. 1909.
- Oeuvre systématique. 1910–1916.
- La Vérité Humaine. Saint-Blaise: Foyer solidariste, 1910–1915.
- L'Expérience Chrétienne en tant que Rédemption. Paris: ThéoTeX Éditions, 2003.
- Etudes Morales Et Religieuses. 1913.